# Ascurisoma
Ascurisoma là một chi nhện trong họ Thomisidae.